# 少卫姬
少卫姬（?—?），齐桓公的妾夫人，齐惠公的母亲。
与长卫姬（卫共姬）相对，称为少卫姬。少卫姬原是卫国人，嫁给姜齐的国君齐桓公，生下齐惠公。齐桓公的三位正室夫人，王姬、徐嬴、蔡姬，都没有儿子。齐桓公喜欢女色，待遇如同夫人六人：长卫姬，生了武孟（无亏）；少卫姬，生了齐惠公；郑姬，生了齐孝公；葛嬴，生了齐昭公；密姬，生了齐懿公；宋华子，生了公子雍。齐桓公死后三十多年，五子轮流即位。最后为君的正是齐惠公。《列女传》有一篇齐桓卫姬。